# Trello
Trello — облачная программа для управления проектами небольших групп, разработанная Fog Creek Software.
Trello использует парадигму для управления проектами, известную как канбан, метод, который первоначально был популяризирован Toyota в 1980-х для управления цепочками поставок. Trello использует freemium-бизнес-модель, платные услуги были запущены в 2013 году.
В 2017 году куплен Atlassian за 425 миллионов долларов США.

## Особенности
Trello ограничил поддержку тегов в виде десяти цветных меток, которые можно переименовать. Карточки поддерживают комментарии, вложения, сроки выполнения и контрольные списки. Trello имеет API. В настоящее время поддерживаются мобильные платформы приложений iPhone и Android. Также был разработан веб-сайт, чтобы быть доступным в большинстве мобильных веб-браузеров. Приложение для iPad было выпущено 12 марта 2013 года. У Trello есть собственная дизайн-система, которая называется Nachos.

## Выпуск
Trello был представлен на мероприятии TechCrunch Disrupt основателем Fog Creek Джоэлом Спольски (англ. Joel Spolsky)

## Пользователи
В июле 2012 года количество посетителей сайта превысило 500 000 пользователей. К декабрю 2012 года превысило уже 1 000 000 пользователей. В январе 2017 года разработчик сервисов для совместной работы в IT-компаниях Atlassian приобрел Trello за $425 млн.
В августе 2023 года Trello объявил об отключении всех аккаунтов пользователей из России.
16 января 2024 года в Trello случилась утечка данных: более 15 миллионов адресов электронной почты, имен и юзернеймов были опубликованы на хакерском форуме. 22 января 2024 года информация об утечке была добавлена на сервис Have I Been Pwned?.

## Архитектура
Trello разработан на базе MongoDB, Node.js и Backbone.js.

## Мобильные приложения
Существует несколько мобильных приложений для Trello на различных платформах, в том числе на iPhone и iPad, Android, а также приложения для Windows или Windows RT и macOS.